# Alexander Neckam
Alexander Neckam (St Albans, 1157 – Cirencester, 1217) foi um filósofo e enciclopedista religioso inglês erudito, professor, teólogo e abade de Cirencester de 1213 até sua morte em 1217. Considerado um dos homens mais sábios de sua época na Inglaterra, foi mestre em Artes na Universidade de Paris, tendo ensinado no liceu em Dunstable e St. Albans antes de entrar no monastério de Cirencester. Interessava-se por ciência e sua principal obra, De Rerum Naturis, fez uma compilação dos conhecimentos científicos de sua época.